# Sainte-Colombe (Landes)
Sainte-Colombe is een gemeente in het Franse departement Landes (regio Nouvelle-Aquitaine) en telt 563 inwoners (2004). De plaats maakt deel uit van het arrondissement Mont-de-Marsan.

## Geografie
De oppervlakte van Sainte-Colombe bedraagt 12,7 km², de bevolkingsdichtheid is 44,3 inwoners per km².
De onderstaande kaart toont de ligging van Sainte-Colombe (Landes) met de belangrijkste infrastructuur en aangrenzende gemeenten.

## Demografie
Onderstaande figuur toont het verloop van het inwonertal (bron: INSEE-tellingen).